# 棘鱗鮨鱸
棘鱗鮨鱸（学名：Centrogenys vaigiensis）又名拟鲉鲈，是棘鱗鮨鱸科棘鱗鮨鱸屬的其中一种。

## 分布
本种分布於印度西太平洋區，從尼可巴群島至澳洲北部、日本琉球群島半鹹水、海域，棲息深度2-10公尺。

## 形态与习性
體長可達25公分，棲息在沿海礫石、礁石區水域，屬肉食性、以小魚及甲殼類等為食，生活習性不明，可做為食用魚及觀賞魚。

## 擴展閱讀
維基物種上的相關：棘鱗鮨鱸